# كاتسيارينا سنيتسينا
كاتسيارينا سنيتسينا (بالروسية: Снытина, Екатерина Андреевна) مواليد 2 سبتمبر 1985 في أوسكمان، كازاخستان، هي لاعبة كرة سلة بيلاروسية. تلعب في الدوري التركي لكرة السلة للسيدات. يبلغ طولها 6 قدم 2 بوصة (1.9 م). مثلت منتخب بلادها. شاركت في دورة الألعاب الأولمبية الصيفية سنة 2008.

## سجل المنافسة
شاركت في المنافسات التالية:
- الألعاب الأولمبية الصيفية 2008
- الألعاب الأولمبية الصيفية 2016
- كأس العالم لكرة السلة للسيدات 2014

## روابط خارجية
- كاتسيارينا سنيتسينا على موقع الاتحاد الدولي لكرة السلة (الإنجليزية)
- كاتسيارينا سنيتسينا على موقع كرة السلة الأوروبية.كوم (الإنجليزية)
- كاتسيارينا سنيتسينا على موقع بروبوليرز (الإنجليزية)
- كاتسيارينا سنيتسينا على موقع سبورتس رفرنس (الإنجليزية)
- كاتسيارينا سنيتسينا على موقع أوليمبيديا (الإنجليزية)